# 德雷茨湖 (上哈弗爾縣)

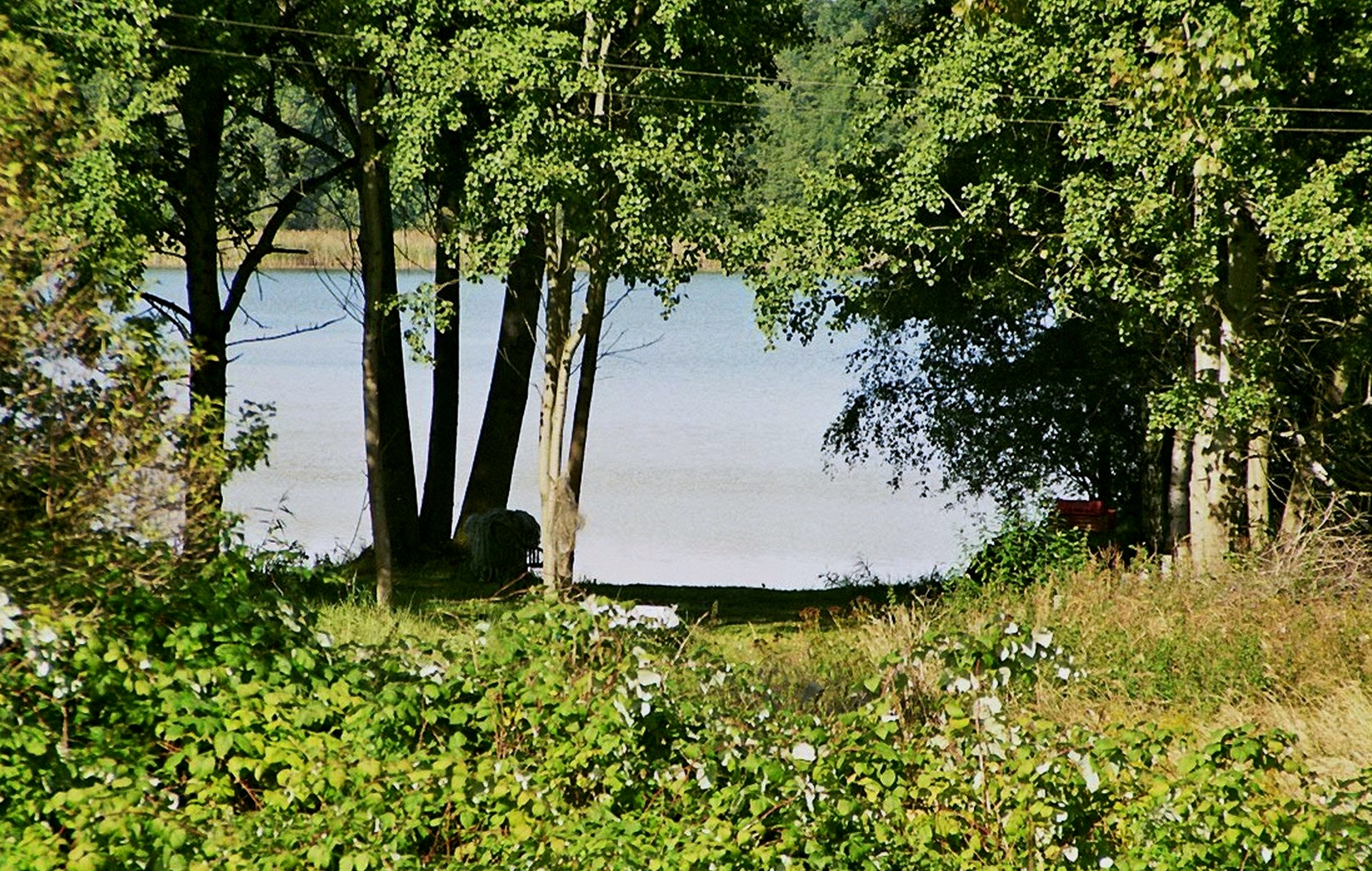

德雷茨湖（德語：Dreetzsee），是德國的湖泊，位於該國東北部，由勃蘭登堡州負責管轄，處於上哈弗爾縣，長3公里、寬0.7公里，面積1.7平方公里，海拔高度37米，最大水深2米，水體容量200萬立方米。